# ROSE HIP-BULLET
「ROSE HIP-BULLET」（ローズ・ヒップ・バレット）は、GRANRODEOの14枚目のシングル。2010年10月27日にGloryHeavenから発売された。

## 概要
表題曲「ROSE HIP-BULLET」は、テレビアニメ『咎狗の血』のオープニングテーマとして起用されている。
本作で初めて初回限定盤と通常盤の2種仕様が採用され、前者には「ROSE HIP-BULLET」のPVを収録したDVDが同梱されている。公の場での初の歌唱披露は、発売日から約2ヶ月前の2010年8月28日に開催された『Animelo Summer Live 2010 -evolution-』にて行われた。

### 主な記録
2010年11月8日付のオリコン週間シングルチャートで7位を獲得し、グループ初となるTOP10入りを果たした。現時点での最高の初動売上枚数となった。また、デイリーチャートでは2010年10月27日付のチャートで4位を獲得しグループ初のTOP5入りを果たした。2010年11月度のオリコン月間シングルチャートで38位を獲得した。また、月間チャートへのランクインはグループ初。
Billboard Japan Hot 100で82位、Billboard Hot Singles Salesで7位を獲得した。Billboard Japan Hot 100へのランクインは初。また、Billboard Hot Singles Salesへのランクインは12枚目のシングル「恋音」から3作連続。
2010年11月6日放送のCOUNT DOWN TVの「This Week's TOP 100」で22位を獲得。2010年11月6日放送の文化放送『FRIDAY SUPER COUNTDOWN 50』で32位を獲得。同チャートへのランクインは初。また、発売次週の2010年11月15日付のチャートでは38位を獲得し、2週連続でTOP40にランクインした。

## 収録曲
（全作詞：谷山紀章、作曲・編曲：飯塚昌明）
1. ROSE HIP-BULLET [4:25]
  - テレビアニメ『咎狗の血』オープニングテーマ
2. チキン・ヒーロー [4:23]
3. ROSE HIP-BULLET（OFF VOCAL）
4. チキン・ヒーロー（OFF VOCAL）

DVD （初回限定盤のみ）
1. ROSE HIP-BULLET（PV）

## 収録アルバム
| 曲名             | アルバム                            | 発売日        | 備考                  |
| ---------------- | ----------------------------------- | ------------- | --------------------- |
| ROSE HIP-BULLET  | 『SUPERNOVA』                       | 2011年4月6日  | 4thオリジナルアルバム |
| チキン・ヒーロー | 『GRANRODEO B‐side Collection "W"』 | 2012年2月15日 | カップリングアルバム  |